# HTC 드림
HTC 드림(HTC Dream, 미국 및 유럽 일부 지역: T-Mobile G1, 폴란드: Era G1)은 HTC가 개발한 스마트폰이다. 2008년 9월 처음 출시된 드림은 리눅스 기반 안드로이드 운영 체제를 탑재한 최초로 상용화된 기기였으며, 이 운영 체제는 나중에 심비안 OS, 블랙베리 OS, 아이폰 OS 등 당시 기타 주요 스마트폰 플랫폼과 경쟁하기 위해  구글과 오픈 핸드셋 얼라이언스에 인수, 개발되었다. 이 운영 체제는 사용자 맞춤식 그래픽 사용자 인터페이스, 앱으로부터 푸시된 최근 메시지 목록을 보여주는 알림 시스템인 지메일 등의 구글 서비스와의 연동, 추가 앱을 다운로드하기 위한 안드로이드 마켓을 제공한다.
드림은 대체로 긍정적인 평가를 받았다. 드림이 견고한 하드웨어 디자인 면에서 좋은 평가를 받은 반면 안드로이드 운영 체제 도입의 경우 더 잘 확립된 플랫폼들에 대비하여 특정 기능과 서드파티 소프트웨어의 부재로 인해 비판을 받았다. 그러나 개방성, 알림 시스템, 그리고 지메일 등의 구글 서비스 연동으로 인해 혁신적이라는 평가를 받았다.

## 같이 보기
- 넥서스 원